# Nathaniel Lees
Nathaniel Lees (Auckland, 20 luglio 1952) è un attore e regista teatrale neozelandese.
È conosciuto soprattutto per le interpretazioni del capitano Mifune in Matrix Reloaded e in Matrix Revolutions e di Uglùk in Il Signore degli Anelli - Le due torri. Ha recitato, inoltre, nella parte del centauro Chirone in Young Hercules, Hercules e Xena - Principessa guerriera. È anche noto per una lunga carriera di regista teatrale, durante la quale ha ricevuto molti premi prestigiosi.

## Biografia
Lees è nato il 20 luglio 1952 ad Auckland in Nuova Zelanda da genitori samoani. È stato il regista dell'opera Think of a Garden, scritto da John Kneubuhl e prodotto da Cath Cardiff, messo in atto nel 1995 al Taki Rua Theatre di Wellington. Quest'opera è stata premiata con il prestigioso Chapman Tripp Theatre Awards come Produzione dell'anno, mentre Lees fu premiato come Regista dell'anno.
Nel 1996 ha diretto A Frigate Bird Sings scritto da Oscar Kightley e Dave Fane e prodotto da Makerita Urale per il New Zealand International Festival of the Arts. Il dramma ricevette nomination come Produzione dell'anno, Regista dell'anno e Set Design nell'edizione 1996 del Chapman Tripp Theatre Awards.
Nel 2003 ha diretto The Songmaker's Chair di Albert Wendt. Ha anche diretto Awhi Tapu del commediografo maori Albert Belz.

## Filmografia

### Cinema
- Other Halves, regia di John Laing (1984)
- Neuro Killers (Death Warmed Up), regia di David Blyth (1984)
- Shaker Run, regia di Bruce Morrison (1985)
- Chill Factor, regia di David L. Stanton (1988)
- Rapa Nui, regia di Kevin Reynolds (1994)
- Bonjour Timothy, regia di Wayne Tourell (1995)
- Thinking About Sleep, regia di Brita McVeigh (1999)
- L'altro lato del paradiso (The Other Side of Heaven), regia di Mitch Davis (2001)
- Il mondo perduto (The Lost World), regia di Stuart Orme (2001)
- Il Signore degli Anelli - Le due torri (The Lord of the Rings: The Two Towers), regia di Peter Jackson (2002)
- Matrix Reloaded (The Matrix Reloaded), regia di Andy e Larry Wachowski (2003)
- Liquid Bridge, regia di Phillip Avalon (2003)
- Matrix Revolutions (The Matrix Revolutions), regia di Andy e Larry Wachowski (2003)
- No. 2, regia di Toa Fraser (2006)
- Quattro amici e un matrimonio (Sione's Wedding), regia di Chris Graham (2006)
- 30 giorni di buio (30 Days of Night), regia di David Slade (2007)
- The Tattooist, regia di Peter Burger (2007)
- Under the Mountain, regia di Jonathan King (2009)
- Sione's 2: Unfinished Business, regia di Simon Bennett (2012)
- Weekend Graffiti, regia di Pavel Kvatch - cortometraggio (2012)
- Realiti, regia di Jonathan King (2014)
- One Thousand Ropes,  regia di Tusi Tamasese (2017)
- Everybody Else Is Taken, regia di Jessica Grace Smith - cortometraggio (2017)
- Macchine mortali (Mortal Engines), regia di Christian Rivers (2018)
- Savage, regia di Sam Kelly (2019)
- The Legend of Baron To'a, regia di Kiel McNaughton (2020)

### Televisione
- Mortimer's Patch – serie TV, 1 episodio (1984)
- Emma: la regina dei Mari del Sud (Emma: Queen of the South Seas) – miniserie TV, 2 puntate (1988)
- Shark in the Park – serie TV, 24 episodi (1990-1991)
- Hercules e il regno perduto (Hercules: The Legendary Journeys - Hercules and the Lost Kingdom), regia di Harley Cokliss – film TV (1994)
- Hawaii missione speciale (One West Waikiki) – serie TV, 1 episodio (1994)
- Xena - Principessa guerriera (Xena: Warrior Princess) – serie TV, 2 episodi (1995-1997)
- Hercules (Hercules: The Legendary Journeys) – serie TV, 4 episodi (1995-1997)
- The Legend of William Tell – serie TV, 16 episodi (1998)
- City Life – serie TV, 8 episodi (1996-1998)
- Young Hercules, regia di T.J. Scott – film TV (1998)
- Jackson's Wharf – serie TV (1999-2000)
- Young Hercules – serie TV, 24 episodi (1998-1999)
- Duggan – serie TV, 1 episodio (1999)
- The Lost Children – serie TV, 1 episodio (2006)
- Power Rangers Jungle Fury – serie TV, 6 episodi (2008)
- La spada della verità – serie TV, 1 episodio (2009)
- Ice – miniserie TV, 1 puntata (2011)
- The Dead Lands – serie TV, 3 episodi (2020)
- Cowboy Bebop – serie TV, 1 episodio (2021)

## Doppiatori italiani
Nelle versioni in italiano delle opere in cui ha recitato, Nathaniel Lees è stato doppiato da:
- Elio Zamuto in Hercules e il regno perduto, Hercules (ep. 2x21)
- Sergio Di Giulio in Matrix Reloaded, Matrix Revolutions
- Pino Ammendola in Hercules (ep. 1x08)
- Romano Malaspina in Young Hercules
- Wladimiro Grana ne Il Signore degli Anelli - Le due torri
- Antonio Palumbo in 30 giorni di buio
- Ambrogio Colombo in Power Rangers Jungle Fury